# Marco Salvatore
Marco Salvatore (Schwarzach, 20 febbraio 1986) è un ex calciatore austriaco, di ruolo difensore.

## Carriera
Ha debuttato nel massimo campionato austriaco alla 22ª giornata del campionato 2008-2009, il 4 marzo 2009, nella vittoria per 2-0 contro il Salisburgo.
Dopo aver giocato nell'Austria Kärnten, a seguito del fallimento del club, si è trasferito al First Vienna dove disputerà la stagione 2010-2011 in Erste Liga.